# Fosse (orchestre)
Pour les articles homonymes, voir Fosse.

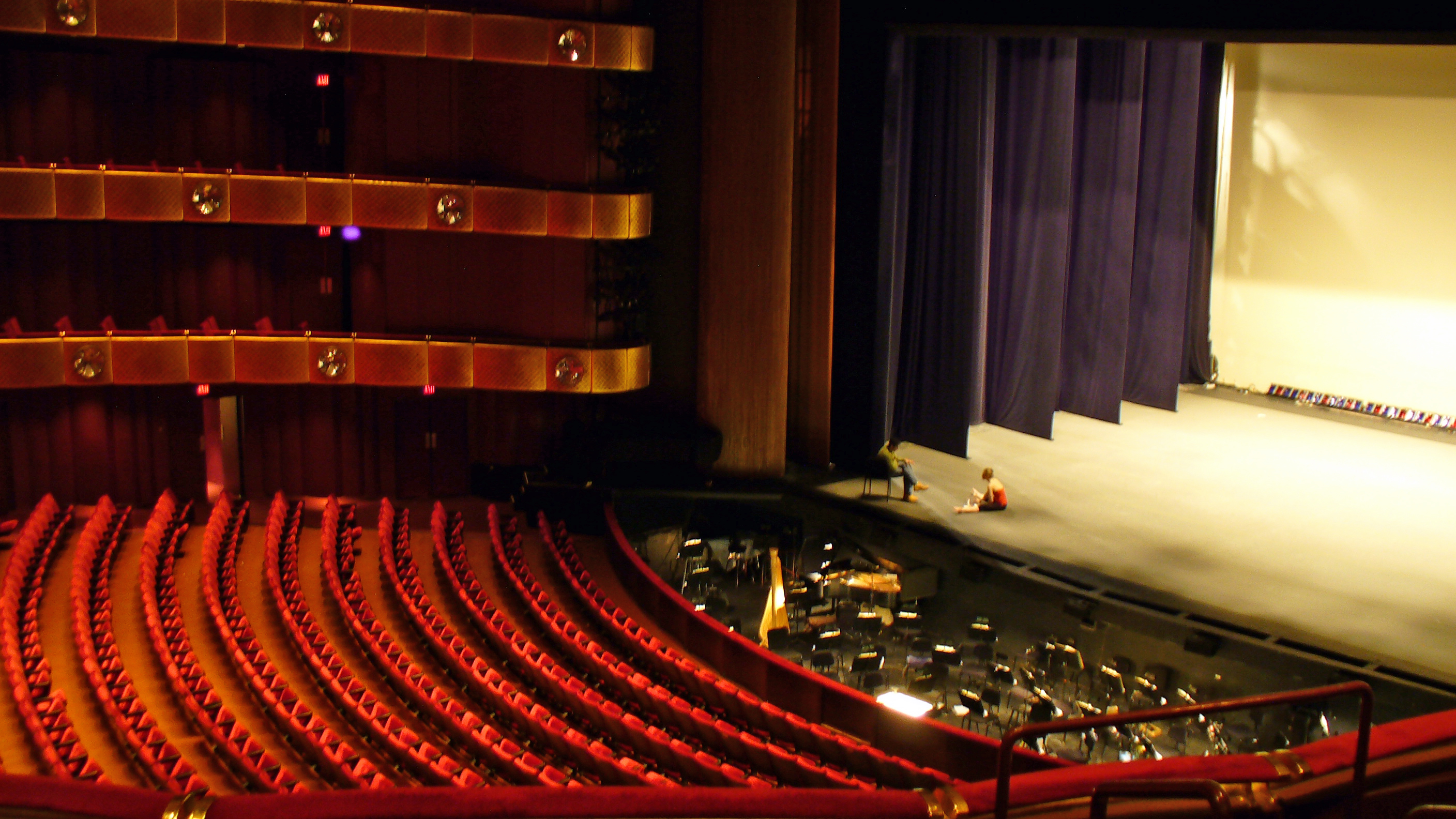
La fosse, entre la scène et les sièges du public, au New York State Theater.

La fosse est, dans une salle de théâtre ou d'opéra, l'espace réservé aux musiciens, situé sous la scène, en contrebas du manteau de scène. Lorsqu'il n'est pas utilisé, il peut être recouvert par le proscenium pour agrandir la superficie de la scène.

## Historique
La position actuelle provient semble-t-il de Parme, en 1628, par Francesco Guitti, au Teatro Farnese. L'architecte Claude-Nicolas Ledoux fut le premier en France à dissimuler les musiciens dans une « fosse » afin d'assurer une meilleure vision du parterre nouvellement équipé de bancs au théâtre de Besançon.

## Description
L'emplacement et la disposition de la fosse peuvent légèrement varier en fonction du type de musique qui y sera jouée. Elle peut être aménagée pour prolonger la scène vers l'avant ou à des niveaux intermédiaires entre la scène et les dessous de scène.

### Fosse à la Mozart
La plupart des théâtres et opéras sont équipés d'une fosse à la Mozart. Située en contrebas de la scène, à la fois en dessous de celle-ci et dans la salle, elle peut accueillir jusqu'à 80 musiciens installés à différentes hauteurs, le chef étant placé le plus haut pour être visible tant par l'orchestre que par les chanteurs sur la scène.

### Fosse à la Wagner
Conçue selon les plans de Wagner lui-même, pour le Palais des festivals de Bayreuth, en Allemagne, cette fosse est recouverte par deux mantelets en bois qui cachent entièrement les musiciens pour le public, donnant à la salle une acoustique particulière. Les cuivres y sont installés plus bas que les cordes, dans une sorte d'amphithéâtre inversé.

## Galerie

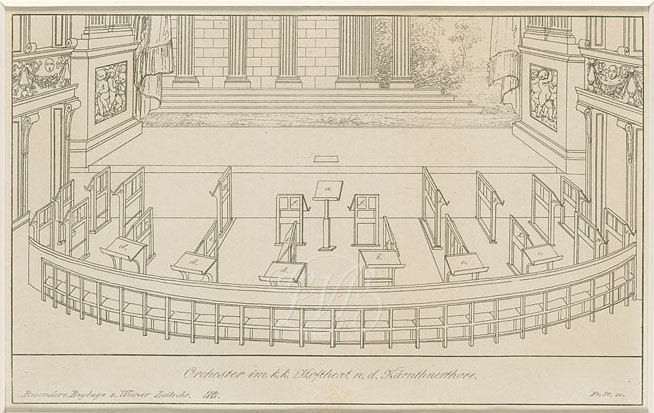
Plan du Kärntnertortheater de Vienne, 1821.
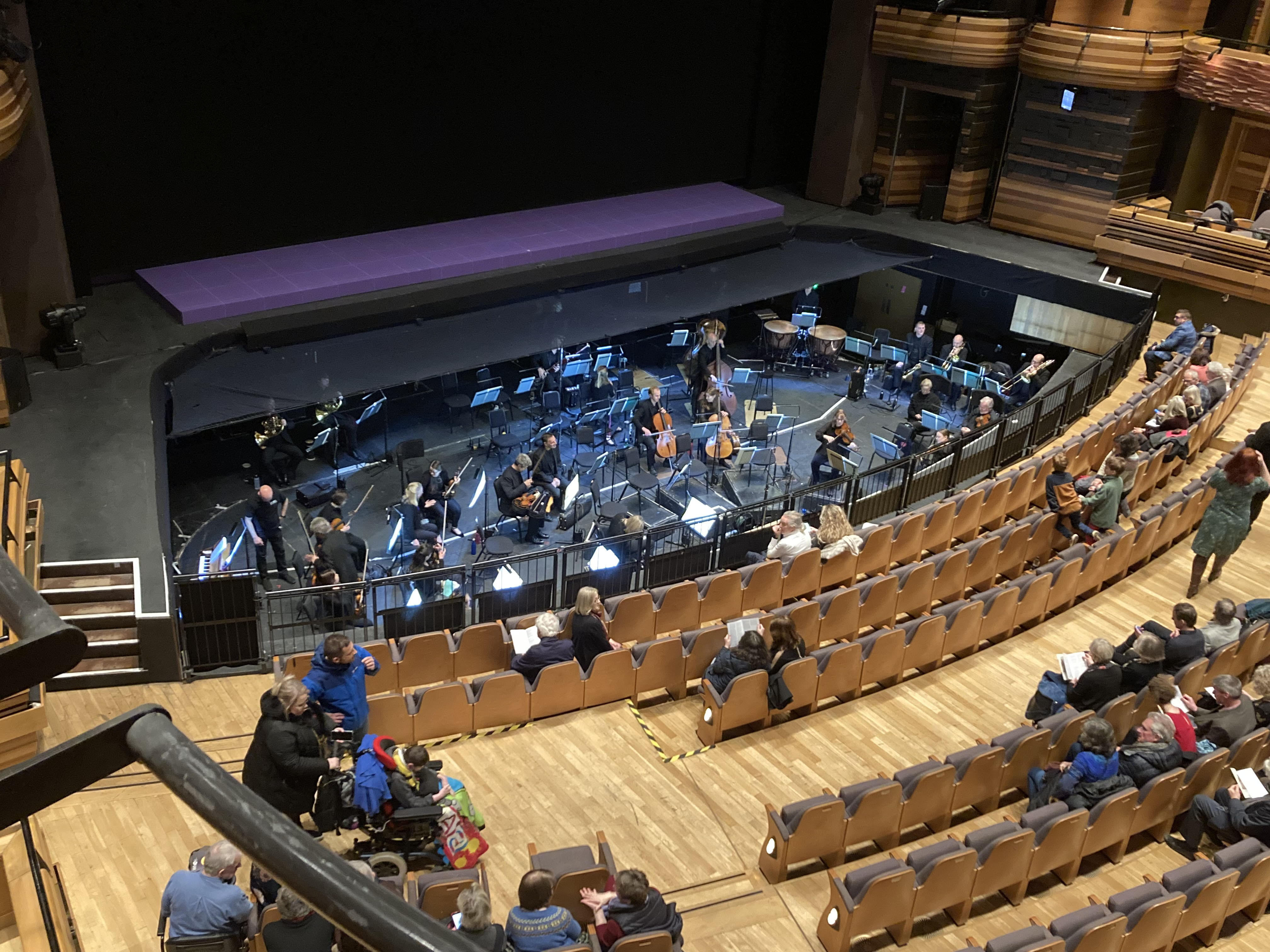
Wales Millennium Centre, Cardiff Bay, Wales.
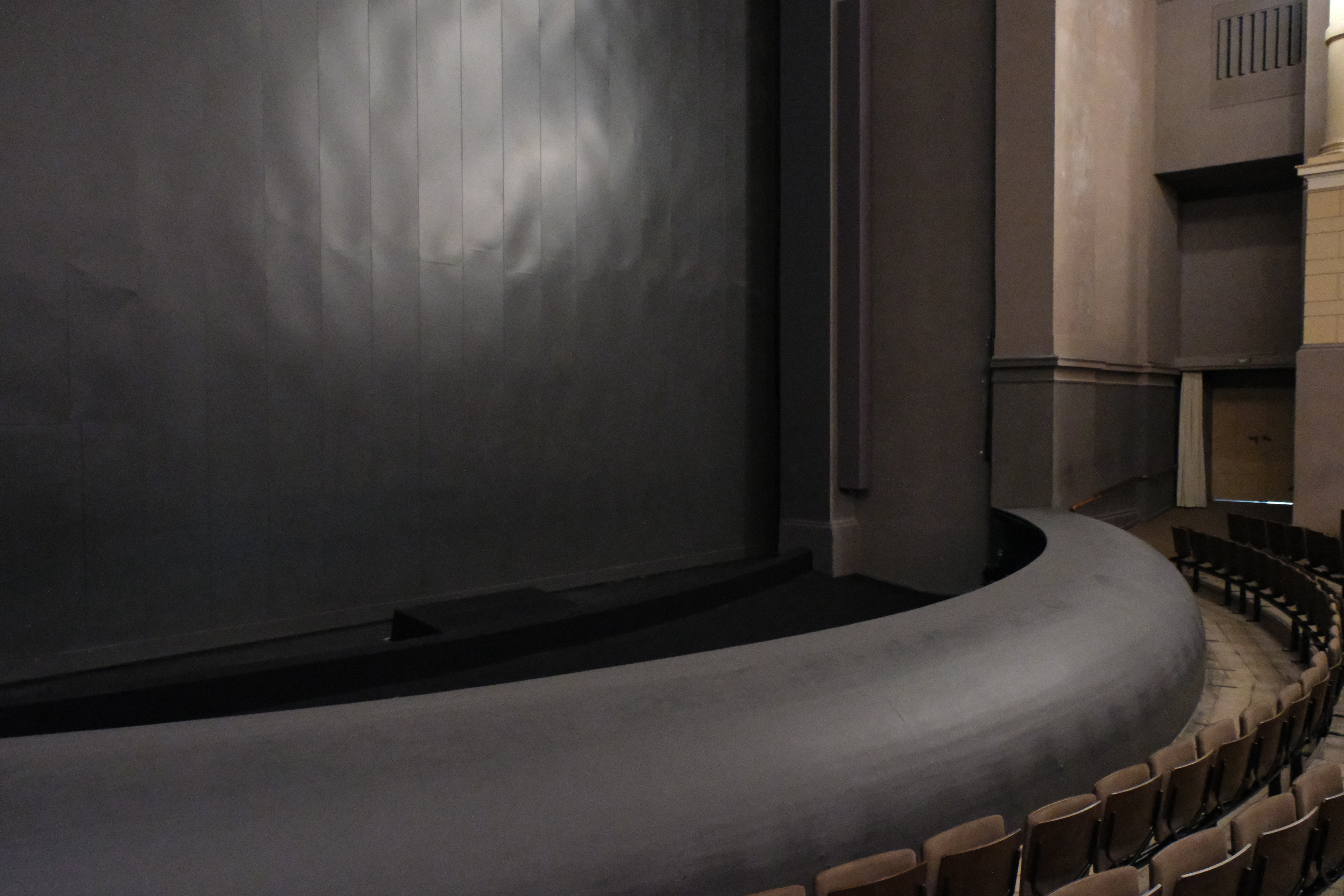
Fosse d'orchestre du Palais des festivals de Bayreuth vue depuis la salle.
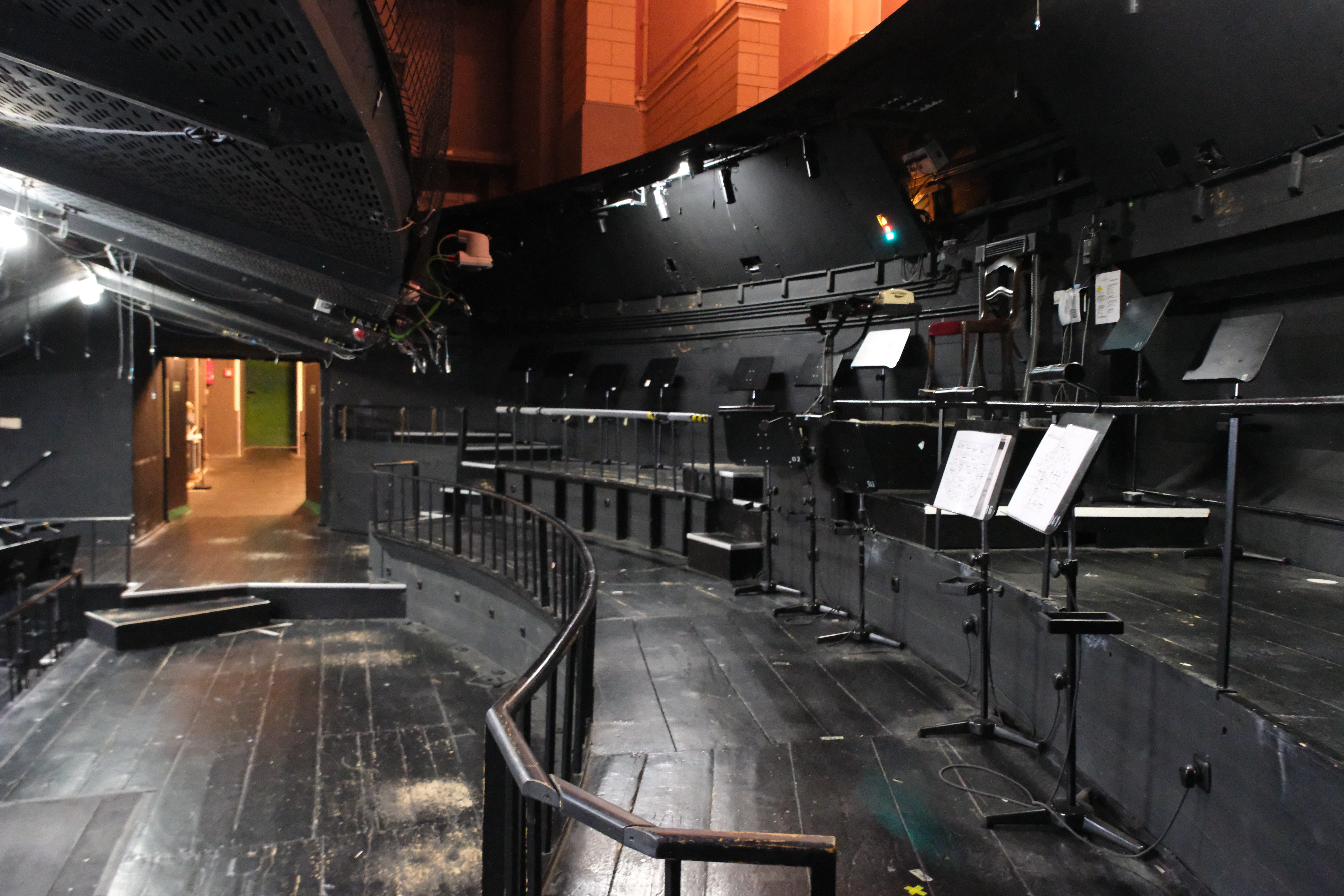
Intérieur de la fosse d'orchestre du Palais des festivals de Bayreuth.
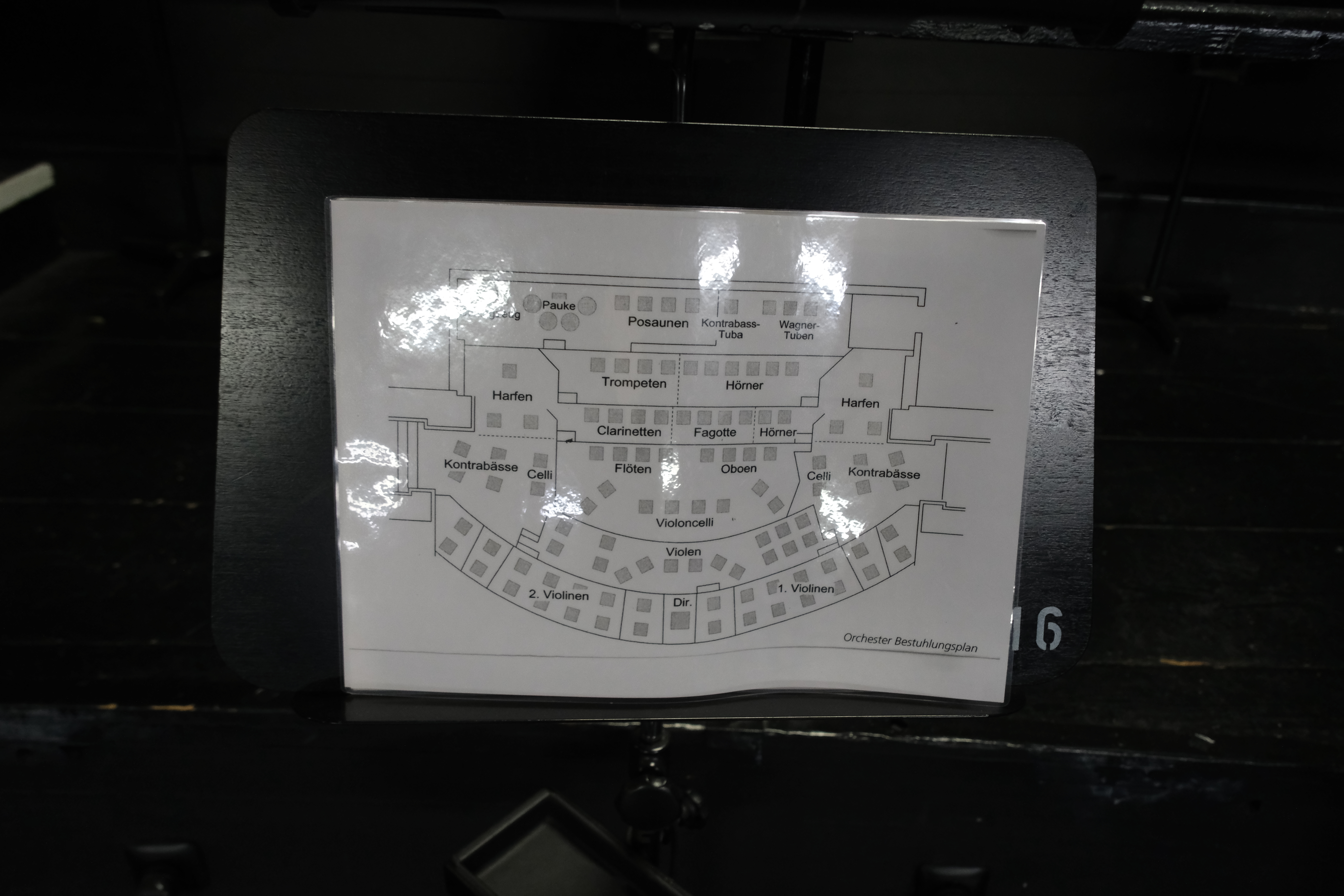
Disposition de l'orchestre dans la fosse à Bayreuth.